# Rocco Steele
Pour les articles homonymes, voir Steele.
Rocco Steele, né le 18 juillet 1964, est un acteur pornographique américain spécialisé dans la pornographie gay.

## Biographie
Il commence par tourner des vidéos bareback pour de petits studios. En raison de son physique imposant et de mensurations remarquables, il est vite repéré et engagé par Raging Stallion Studios et Eurocreme.
Depuis 2014, il tourne beaucoup, pour de multiples studios, entre autres pour les réalisateurs Michael Lucas, Tim Kruger, Chi Chi LaRue. Il se spécialise dans les rôles d'homme mûr (daddy) musclé actif (top).
Il se définit comme gay. Il parle ouvertement de sa séropositivité au VIH.

## Filmographie
- 2014 : Guard Patrol, avec Christian Wilde (Raging Stallion Studios)
- 2014 : Harder Daddy (Eurocreme)
- 2015 : Bang On! de Bruno Bond et Steve Cruz
- 2015 : Bareback Auditions 2 de Michael Lucas, avec Armond Rizzo
- 2015 : Clusterfuck! 2 de Steve Cruz, avec Boomer Banks, Dario Beck, Sean Zevran
- 2015 : Deep Examination (Hot House Entertainment)
- 2015 : Hot as Fuck (Raging Stallion)
- 2015 : The Return of Rocco Steele (Kink.com)
- 2015 : More Raw Tales de Tim Kruger
- 2015 : Daddy Issues de Chi Chi LaRue
- 2015 : Raw Seduction de Michael Lucas
- 2015 : Rocco Steele's Urban Legend
- 2015 : Rocco Steele's Breeding Party de Michael Lucas
- 2015 : Joe Gage Sex Files 19 de Joe Gage
- 2016 : Stiff Sentence de Tony DiMarco (Hot House Entertainment)
- 2016 : Secrets and Lies de mr. Pam (Rock Candy Films)
- 2016 : Phoenix Rising de mr. Pam (Naked Sword)
- 2017 : Daddy's Favorites (Eurocreme)
- 2017 : Daddy We've Been Bad de Chi Chi LaRue
- 2017 : Kiss and Tel Aviv de mr. Pam (Naked Sword)

## Récompenses
- XBIZ Award 2016 : Gay Performer of the Year[2]
- Grabby Awards 2016 : Hottest Top[3]
- Prowler Porn Awards 2017 : Best International Porn Star[4]
- Grabby Awards 2017 : Meilleur acteur pour Secrets & Lies[5]